# Biała (powiat koniński)
Biała – wieś w Polsce położona w województwie wielkopolskim, w powiecie konińskim, w gminie Grodziec.
| SIMC    | Nazwa    | Rodzaj    |
| ------- | -------- | --------- |
| 0284687 | Słownica | część wsi |
| 0284693 | Wymysłów | część wsi |

W latach 1975–1998 miejscowość należała administracyjnie do województwa konińskiego.